# Dragonlance
Dragonlance és un univers de ficció compartit creat per Margaret Weis i Tracy Hickman, sota la direcció de la companyia de jocs de taula TSR, Inc. La idea original va sorgir mentre les creadores jugaven al famós joc de rol Dungeons & Dragons. D'aquella partida en va sorgir la inspiració per a crear diversos jocs de rol, jocs de taula, una llarga saga de novel·les o figuretes dels personatges, entre d'altres productes.
La saga de llibres, consta d'uns 168 llibres, dels quals els 3 primers han estat traduïts al català. L'editorial d'aquests és Devir, que ha publicat altres sèries de fantasia. La sèrie està ordenada per trilogies, tot i que hi ha excepcions. Segons la trilogia, i fins i tot segons el llibre, els personatges canvien, i, amb ells, la història personal.

## Protagonistes
Els protagonistes de la primera trilogia, la bàsica, Cròniques de la Dragonlance (disponible en català) són:
- Tanis el Semi-elf, fill d'una elfa violada per un soldat humà. Criat pel seu tiet, l'Orador dels Sols.
- Tasslehoff Peudeforme, Tas, el petit kender, que, com tots els de la seva raça, no té por de res i tots els objectes de valor que hi ha al seu voltant acaben dins dels saquets que porta al cinturó.
- Pedrafoc Forjaroent, el nan. Sempre rondina, però és un personatge tendre. S'encarrega de vigilar en Tas.
- Sturm Tallradiant, descendent d'una nissaga de cavallers. Porta un bigoti molt ben retallat i l'armadura i l'espasa del seu pare.
- Caramon Majere, germà d'en Raistlin que de petit va ser cuidat per la seva germanastra, la Kitiara. Gran com un bou, li encanta lluitar. S'enamora de Tika, la cambrera de la taverna del poble.
- Raistlin Majere, germà d'en Caramon que de petit va ser cuidat per la seva germanastra, la Kitiara. Molt prim i feble, sempre ha estat atret per la màgia, fins al punt de presentar-se a les proves per mag, que li deixen unes terribles seqüeles en el cos i el seu estat físic.
- Kitiara, Kit, mercenària i germanastra d'en Caramon i en Raistlin. Posseeix un gran poder gràcies a la seducció.
- Lluna d'Or, barbara de les Planes. Enamorada d'en Vent del Riu.
- Vent del Riu, barbar de les Planes. Enamorat de la Lluna d'Or.

## Altres personatges
- Astinius, cap de la Biblioteca de Palanthas.
- Magius
- Ogres de Suderhold
- Fizban, mag molt amic d'en Tas
- Paladine, també conegut com a E'li a Silvanesti, Thak a Thorbadin, El Gran Drac a Solàmnia, Paladí de Draco a Ergoth, Espasa Celestial a Goddlund, Bah'Mut a Istar o Lord dels Dracs a Mithas és el déu suprem del Bé. Els seus símbols són el triangle de plata i també l'enclusa a Thorbadin i el pi a Silvanesti, i els seus colors l'argent i el blanc. És la parella de Mishakal i el pare de Kiri-Jolith, Habbakuk i Solinari. Com a avatar la seva forma preferida és de Fizban un mag de túnica blanca que fa veure que no sap pràcticament ni on és però que aconsegueix conduir totes les situacions cap on vol. De fet aquest és el nom amb què el coneixen els kenders.[cal citació]
- Takhisis, també coneguda com a Reina dels Dracs a Ergoth, Istar i Silvanesti, Tii'Mhut a Istar, La de les Mil Cares a Hylo, Mai tat a Tarsis, Nilat la Corruptora al Mur de Gel, Tamex el Fals Metall a Thorbardin, lady Caos a Mithas, lady Obscura pels ogres o Mwarg pels hobgoblins és la deessa principal del mal, destacant les seves àries de control en la nit, els dracs cromàtics, l'odi, la intriga i el caos. El seu símbol és la mitjana lluna negra i el seu color el negre.[cal citació]